# Josef Čada (sportovec)
Josef Čada (30. března 1881, Praha – 1. prosince 1959, tamtéž) byl český mistr světa v gymnastice a olympionik.
Na mistrovství světa vybojoval řadu medailí. Reprezentoval také Čechy na LOH 1908 a poté Československo na LOH 1920 v gymnastickém víceboji.
Na LOH 1920 mu bylo 39 let a skončil s reprezentačním družstvem na 4 místě.